# Orion (Pirineos Atlánticos)
 Orion  es una población y comuna francesa, en la región de Aquitania, departamento de Pirineos Atlánticos, en el distrito de Oloron-Sainte-Marie y cantón de Sauveterre-de-Béarn.

## Demografía
| 400 | 383 | 397 | 419 | 443 | 431 | 445 | 446 | 436 | 410 | 403 | 369 | 354 | 341 | 337 | 354 | 352 | 351 | 344 | 314 | 262 | 248 | 246 | 227 | 215 | 203 | 185 | 169 | 174 | 167 | 154 | 165 | 152 |
| Para los censos de 1962 a 1999 la población legal corresponde a la población sin duplicidades (Fuente: INSEE [Consultar]) |     |     |     |     |     |     |     |     |     |     |     |     |     |     |     |     |     |     |     |     |     |     |     |     |     |     |     |     |     |     |     |     |